# Cannart d'Hamale
Cannart d'Hamale, bekend als Cannart, van Cannart en de Cannart, is een notabele Belgische familie, waarvan een paar takken in de Belgische adel werden opgenomen.

## Geschiedenis
- De naam Cannart heeft een stamboom die opklimt tot in de zestiende eeuw.
- In 1759 kreeg Henri van Cannart d'Hamale legitimatiebrieven.
- Twee afzonderlijke families, maar beide afstammend in de zestiende eeuw van Willem Cannart, namen de naam de Cannart d'Hamale aan.
- In 1871 en 1883 werden leden van de twee takken in de adel erkend.

## Genealogie
- Willem Cannart, x Marguerite van Beele
  - Jean Cannart, x Marguerite van den Bosch
    - Lambert van Cannart (†1677), x Catherine Besseliers (†1682)
      - Jean van Cannart (†1682), x Anne van Arnhem (†1665)
        - Lambert van Cannart (1651-1701), x Livine van Mechelen (†1695)
          - Mathieu van Cannart d'Hamale (°1688), x Antoinette Smeyers
            - Henri van Cannart d'Hamale ( 1731-1804), x Cornelie Elisabeth van Bracht (1737-1816)
              - Josse van Cannart d'Hamale (1766-1823), x Isabelle Van den Bol (1774-1857)
                - Charles van Cannart d'Hamale (zie hierna)

  - Mathias Cannart, x Anne de Benstenraedt
    - Mathieu van Cannart (†1655), x Jeanne van Broeckhoven (†1633)
      - Englebert van Cannart (1625-1665), x Martine van Dunne (†1660)
        - Mathias van Cannart (1655-1726), x Madeleine van Cannart (1652-1685)
          - Englebert van Cannart (1677-1762), x Isabelle d'Arcé (1680-1756)
            - Mathias van Cannart d'Hamale (1724-1818), x Cornélie van Royen (1726-1774)
              - Jean de Cannart d'Hamale (1761-1838), x Reine de Waepenaert (1762-18922)
                - Auguste de Cannart d'Hamale (1802-1860), luitenant-kolonel van de Burgerwacht, x Mélanie Werbrouck (1819-1887)
                  - Ferdinand de Cannart d'Hamale (zie hierna)
                  - Léon de Cannart d'Hamale (zie hierna)
                  - Arthur de Cannart d'Hamale (zie hierna)

## Charles van Cannart d'Hamale
Charles van Cannart d'Hamale (Antwerpen, 9 juli 1808 - 27 juli 1876) trouwde in Antwerpen in 1843 met Antoinette Lysen (1820-1866). Het echtpaar bleef kinderloos.
In 1871 werd hij erkend in de erfelijke adel.

## Ferdinand de Cannart d'Hamale
Ferdinand Auguste Marie Mélanie Ghislain de Cannart d'Hamale (Walem, 9 maart 1842 - Brussel, 19 mei 1914) trouwde in Brussel in 1877 met Céline Van der Rest (1852-1910). Ze kregen vijf kinderen, maar geen verder afstamming meer. In 1919 was deze tak uitgedoofd.
Ferdinand was gemeenteraadslid van Brussel, consul-generaal van Venezuela en HawaI en consul van Siam. In 1883 werd hij erkend in de erfelijke adel.

## Léon de Cannart d'Hamale
- Léon Augustin Marie Mélanie Ghislain de Cannart d'Hamale (Walem, 22 juni 1843 - Bergen, 12 februari 1908) trouwde in Bergen in 1882 met Constance Le Maire (1857-1917). Hij was luitenant-kolonel, kolonel van de Burgerwacht voor de provincies Namen en Henegouwen. In 1883 werd hij erkend in de erfelijke adel. Hij was ook voorzitter van de Militaire Kring in Bergen en voorzitter van de 'Société d'études coloniales'.
  - François de Cannart d'Hamale (1883-1944) was mijningenieur en inspecteur-generaal bij het Ministerie van Onderwijs. Hij trouwde in 1910 met Emma Fasbinder (1884-1915) en hertrouwde in 1915 met Madeleine de Castres de Tersac (1892-1944). Hij kreeg drie kinderen uit het tweede huwelijk (zonder verdere afstamming) en een zoon uit het eerste huwelijk.
    - Léon de Cannart d'Hamale (1911-1978), burgemeester van Rijmenam, trouwde in 1935 met Joséphine Boden (1913-1946) en hertrouwde in 1949 met barones Lydwine de Loën d'Enschedé (1924-2017). Er sproten zes kinderen uit het eerste bed en zeven uit het tweede. Met afstammelingen tot heden.
      - dr. Anne-Marie barones de Cannart d'Hamale (1939-2022), neurologe; trouwde in 1965 met prof. dr. Thierry baron de Barsy (1941-2016), hoogleraar en telg uit het geslacht De Barsy

## Arthur de Cannart d'Hamale
Arthur Auguste Marie Mélanie Ghislain de Cannert d'Hamale (Mechelen, 2& februari 1845 - Monaco, 8 maart 1914) trouwde in 1893 met Mathilde Le Grelle (1847-1928). Het echtpaar bleef kinderloos. In 1883 kreeg hij, samen met zijn broers, erkenning in de erfelijke adel.